# Sandra-Helena Tavares
Sandra Hélèna Ribeiro Tavares, coniugata Homo (29 maggio 1982), è un'ex astista portoghese, partecipante ai Giochi olimpici di Pechino 2008.
È la seconda delle sorelle Tavares, Elisabete e Maria Leonor, anche loro astiste.

## Palmarès
| Anno | Manifestazione             | Sede       | Evento           | Risultato | Prestazione | Note |
| ---- | -------------------------- | ---------- | ---------------- | --------- | ----------- | ---- |
| 1999 | Europei juniores           | Riga       | Salto con l'asta | 14ª (q)   | 3,55 m      |      |
| 2001 | Europei juniores           | Grosseto   | Salto con l'asta | 6ª        | 3,90 m      |      |
| 2003 | Europei under 23           | Bydgoszcz  | Salto con l'asta | 9ª        | 3,80 m      |      |
| 2003 | Universiadi                | Taegu      | Salto con l'asta | 8ª        | 4,10 m      |      |
| 2004 | Campionati ibero-americani | Huelva     | Salto con l'asta | 5ª        | 4,10 m      |      |
| 2005 | Europei indoor             | Madrid     | Salto con l'asta | 18ª (q)   | 4,15 m      |      |
| 2005 | Universiadi                | Smirne     | Salto con l'asta | nm        | nm          |      |
| 2007 | Universiadi                | Bangkok    | Salto con l'asta | 11ª       | 4,10 m      |      |
| 2008 | Giochi olimpici            | Pechino    | Salto con l'asta | 19ª (q)   | 4,30 m      |      |
| 2009 | Mondiali                   | Berlino    | Salto con l'asta | 26ª (q)   | 4,25 m      |      |
| 2010 | Europei                    | Barcellona | Salto con l'asta | 24ª (q)   | 3,95 m      |      |